# JNR-Baureihe 113
Als Baureihen 111 (jap. 111系) und 113 (jap. 113系) werden japanische Elektrotriebzüge geführt, die sich sehr ähneln. Sie wurden von der Japanischen Staatsbahn (JNR) entwickelt und eingesetzt.

## Varianten

### JNR-Baureihe 111
Diese Reihe ist eine Weiterentwicklung der JNR-Baureihe 421. Für kürzere Fahrgastwechselzeiten wurde die Zahl der Türen pro Wagen und Seite von zwei auf drei Türen erhöht. Nach der Privatisierung der JNR wurden die Züge von der JR Shikoku übernommen, welche sie ab März 2001 ausmusterte. Vier Fahrzeuge sind erhalten.

### JNR-Baureihe 113-0
Diese Triebzüge weisen gegenüber der Baureihe 111 einen längeren Führerstand auf und wurden deshalb erstmals als Baureihe 113 eingereiht. Sie kamen auf der Sōbu- und der Yokosuka-Linie zum Einsatz. 1970 wurden in der Kansai-Region versuchsweise Klimaanlagen vom Typ AU73X, AU74X und AU75X in einigen Wagen eingebaut. Der Test war erfolgreich und daher wurden Klimaanlagen in weiteren Zügen nachgerüstet. Die Produktion der -0-Serie wurde 1973 eingestellt, die meisten Triebzüge wurden inzwischen verschrottet.

### JNR-Baureihe 113-700
Diese Variante wurde an die starken Schneefälle an der Kosei-Linie angepasst. Die Triebzüge verfügen über halbautomatische Türen, Schneepflüge und verbesserte Bremsen. Einige Züge wurden auch auf der Sagano-Linie eingesetzt.

### JNR-Baureihe 113-1000
Diese Reihe wurde 1972 eingeführt und war eine verbesserte Version der 113-0-Serie für den Einsatz auf den Sōbu- und Yokosuka-Linien. Sie erhielten feuerbeständige Materialien, versiegelte Scheinwerfer und eine Klimaanlage. Diese Züge wurden auch in der Region Bōsō auf der Narita-Linie, der Kashima-Linie, der Sotobō-Linie und der Uchibō-Linie eingesetzt.
Nach einigen geringfügigen Änderungen des ATC und der Klimaanlage wurden im April 1972 einige Züge auf der Tokaido-Linie eingesetzt.

### JNR-Baureihe 113-1500
Diese Baureihe war eine Verbesserung der 113-1000-Serie, welche ausschließlich in der Ofuna-Region eingesetzt wurde. Sie fuhr auf der Sōbu- und Yokosuka-Linie und auf der Tokaido-Linie. Alle Züge der Baureihe 113–1500 wurden mit ATC-5 und ATS-P/SN ausgestattet.